# Jean Moeremans
Jean H. B. Moeremans (18?? - 1937 of 1938) was een Belgisch saxofonist en fluitist die bekendstaat als degene die in 1897 de eerste saxofoonsolo op grammofoonplaat zette.
Vooraleer vanuit België naar Canada te emigreren, werd Jean Moeremans reeds erkend als bekwame saxofonist, en was hij lid van de befaamde Belgische Guards Band. Patrick Gilmore hoorde hem in Canada spelen en wierf hem aan als solist voor zijn orkest. Later trad Moeremans op met John Philip Sousa's orkest. 
Moeremans was een pionier van de saxofoon en wist het publiek te boeien met zijn techniek en expressief spel. Hij was bij Sousa in de periode 1894-1905, behalve tijdens twee overzeese reizen die de band maakte. Hij verwierf ook bekendheid als leraar, onder zijn studenten bevonden zich saxofoonvirtuozen als Harold B. Stephens, solist van de Sousa Band.
Moeremans speelde zonder veel vibrato of opvallende frasering, maar zijn techniek was opmerkelijk te noemen, zeker omdat de eerste saxofoons moeilijker bespeelbaar waren.